# Hoplitosuchus
Hoplitosuchus es un género representado por una única especie de arcosaurios aetosáuridos, que vivió a finales del período Triásico. Inicialmente se llamó Hoplitosaurus, pero posteriormente se le asignó a un anquilosaurio. Aun así, actualmente, los paleontólogos no tienen claro que sea un género y asocian sus restos a una mezcla de fósiles de otras especies. Es por esto, que tanto el género como la especie se consideran Nomen dubium.